# Aedoeus anjouanensis
Aedoeus anjouanensis là một loài bọ cánh cứng trong họ Cerambycidae.